# No Way Out (2004)
No Way Out (2004) — это PPV-шоу по рестлингу, проводимое проводимое World Wrestling Entertainment (WWE), брендом SmackDown!. Состоялось 15 февраля 2004 года в Сан-Франциско, Калифорния, США на арене «Кау-пэлэс».

## Результаты
| №                             | Матч                                                                                        | Тип матча                                                                        | Время |
| ----------------------------- | ------------------------------------------------------------------------------------------- | -------------------------------------------------------------------------------- | ----- |
| 1H                            | Акио, Сакода и Таджири победили Билли Кидмана, Пола Лондона и Ултимо Драгона                | Командный матч шести человек                                                     | 5:35  |
| 2                             | Рикиши и Скотти 2 Хотти победили «Братьев Башам» (Дэнни Башам и Даг Башам) и Шаникуа        | Гандикап-матч за титул командных чемпионов WWE                                   | 7:38  |
| 3                             | Джейми Ноубл победил Нидию                                                                  | Матч один на один                                                                | 4:25  |
| 4                             | «Величайшая команда в мире» (Шелтон Бенджамин и Чарли Хаас) победили APA (Брэдшоу и Фаарук) | Командный матч                                                                   | 7:20  |
| 5                             | Хардкор Холли победил Райно                                                                 | Матч один на один                                                                | 9:50  |
| 6                             | Чаво Герреро (с Чаво Классик) победил Рея Мистерио (с Хорхе Паэсом)                         | Матч один на один за титул чемпиона WWE в первом тяжёлом весе                    | 17:21 |
| 7                             | Курт Энгл победил Джона Сину и Биг Шоу                                                      | Матч «Тройная угроза» за претендентство на титул чемпиона WWE на WrestleMania XX | 12:19 |
| 8                             | Эдди Герреро победил Брока Леснара                                                          | Матч один на один за титул чемпиона WWE                                          | 29:55 |
| H — матч на Sunday Night Heat |                                                                                             |                                                                                  |       |